# Série 3500 da CP
A Série 3500 refere-se a um tipo de automotora utilizada pelas operadoras Fertagus (3501/3551 - 3518/3568) e Comboios de Portugal (3519/3569 - 3530/3580) em serviços suburbanos da Área Metropolitana de Lisboa, em Portugal.

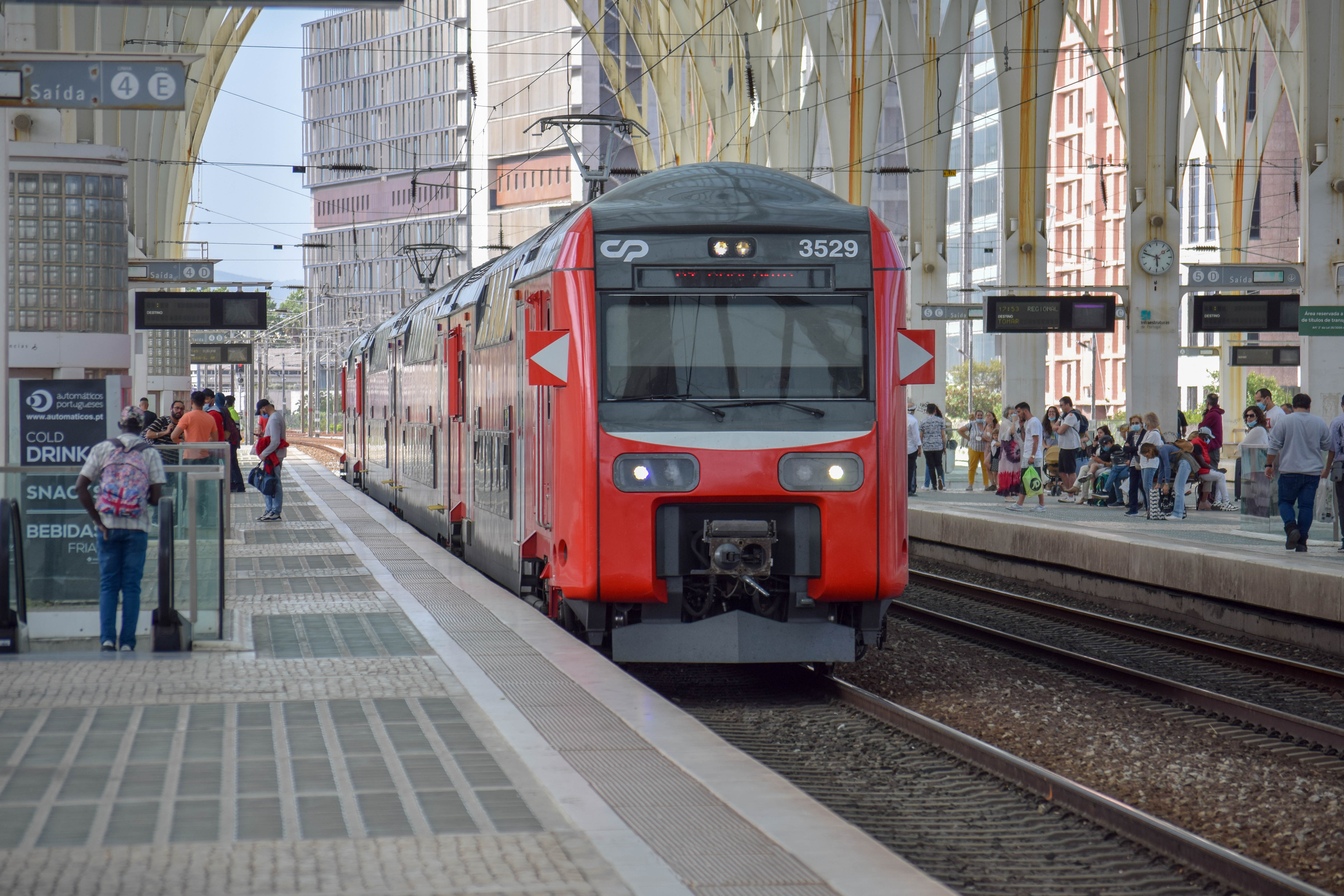
Automotora da Série 3500, a fazer um serviço urbano da companhia Comboios de Portugal, em Lisboa-Oriente.

## História
Na década de 1990, o Gabinete do Nó Ferroviário de Lisboa iniciou um programa para o desenvolvimento da rede suburbana em Lisboa, que incluiu a electrificação e modernização das vias férreas, e a expansão das linhas até à Margem Sul do Tejo com a instalação das linhas no tabuleiro inferior da Ponte 25 de Abril. Devido à expansão e modernização da rede, foi igualmente planeada a encomenda de novo material circulante para os serviços suburbanos, que devia ser de grande capacidade para responder à elevada procura.
Em 1998, a operadora Caminhos de Ferro Portugueses encomendou, às empresas GEC Alstom e Construcciones y Auxiliar de Ferrocarriles, trinta automotoras de dois pisos, para satisfazer a procura de serviços urbanos na Grande Área Metropolitana de Lisboa. Aquela companhia cedeu dezoito unidades à Fertagus, para serem utilizadas no Eixo Ferroviário Norte-Sul, e ficou com doze unidades, para circularem na Linha da Azambuja.
No primeiro grupo, destinado à Fertagus, previa-se a entrega da primeira automotora para Outubro de 1998, devendo a última entrar em serviço em Maio de 1999, enquanto as doze unidades seguintes seriam recebidas desde Maio até Novembro do mesmo, o que se verificou. Este último grupo, destinado à C.P., entrou ao serviço ainda em 1999, tendo a última unidade (3530) sido entregue já em 2000. Estas foram as primeiras automotoras de dois pisos utilizadas em Portugal. As automotoras viajaram por Espanha como parte de um comboio de mercadorias, tendo algumas delas passado pela estação de Salamanca em Abril desse ano.
Entre novembro de 2013 e o verão de 2014, com a reestruturação temporária do material circulante da CP, estes veículos asseguraram a ligação Sintra - Rossio., fazendo atualmente os comboios das "famílias" Alcântara-Terra/Castanheira do Ribatejo e Azambuja/Santa Apolónia, bem como as ligações entre Lisboa e Coina/Setúbal, da Fertagus.
Em 2019, com a integração da Fertagus no “Programa de apoio à redução tarifária nos transportes públicos (PART)” (introdução dos passes Navegante Metropolitano a 40 euros e Navegante Municipal a 30 euros) a partir de 01 de abril, a Fertagus procedeu à modificação do interior dos seus comboios, reduzindo no número de lugares sentados e colocando varões ao longo dos salões de passageiros, traduzindo-se num ganho de 48 lugares por comboio. A UQE 3515/3565 é a primeira unidade a circular com a nova configuração interior.
Em 29 de julho de 2024, a Fertagus, em parceria com a Associação Cultural Sebastião da Gama, batizou uma destas composições (UQE 3518/3568) com o nome do poeta português Sebastião da Gama, na estação de Coina, em comemoração do 25.º aniversário da empresa.

## Descrição

### Lotação, acessos e informação ao público
Devido aos seus dois pisos, estas automotoras podem transportar cerca de 40% mais passageiros do que as suas congéneres tradicionais, detendo capacidade para 480 passageiros sentados, com 476 lugares fixos mais 4 assentos rebatíveis. Em cada veículo motor, nas pontas da automotora, encontra-se, ainda, um lugar reservado para cadeiras de rodas. Em termos de assentos, foi utilizada a mesma filosofia empregada no material motor da Linha de Sintra, com cadeiras individuais, dispostas em dois pares transversais. Cada banco tem o assento e as costas ligeiramente estofados, com um apoio de braço do lado do corredor, e um suporte de grandes dimensões para os passageiros que viajem de pé, situado entre os bancos alinhados costas com costas; os assentos e as costas foram concebidos para serem facilmente desmontáveis separadamente, nas oficinas.
Os interiores foram desenhados de forma a providenciarem o máximo conforto para os passageiros, sem prejudicar os seus movimentos. Cada veículo possui um sistema de ar condicionado, redundante a 50%, com funções de refrigeração, ventilação e aquecimento, sendo o ar distribuído de forma individual, junto a cada janela. Os equipamentos de alimentação eléctrica do ar condicionado também são redundantes, de forma a que se mantenha o seu funcionamento, em caso em avaria.
Cada veículo dispõe de quatro portas, que, nas motoras, têm uma largura útil de 1300 mm, e, nos reboques, 1800 mm. Em tara e com rodas novas, os vestíbulos encontram-se a 1010 mm de altura, estando os veículos equipados com degraus rebatíveis para colmatar o espaço entre as bordas do vestíbulo e do cais. As portas são do tipo oscilante deslizante, com um comando eléctrico, e possuem um equipamento para prevenir os entalamentos.
Para a informação aos passageiros, cada unidade foi equipada com dezoito indicadores de destino, sendo um em cada ponta da locomotiva, e dezasseis laterais, junto às portas. No interior, existem vários painéis informativos, um em cada vestíbulo e dois por piso, com indicação de destino, e que também podem informar das ligações previstas na próxima paragem, a temperatura exterior, e a hora local. Além dos indicadores visuais, as automotoras também possuem uma instalação sonora, comandada a partir das cabinas de condução, aonde existirá um microfone, e um leitor de discos compactos, com capacidade até dez discos; também podem ser transmitidas mensagens pré-gravadas, de forma automática ou pelo maquinista. Em caso de necessidade, o posto de comando pode falar directamente para os passageiros, através do rádio-solo. O volume dos altifalantes é automaticamente regulado em função do nível de ruído presente.

### Outras características
Estas automotoras utilizam tracção eléctrica, com tensão de 25 kV a 50 Hz, e podem alcançar uma velocidade máxima de 140 km/h. Dispõem de um esforço de tracção de 306 kN, e de uma potência de 3475 kW. O tipo de transmissão utilizada é eléctrica assíncrona.

## Ficha técnica[14]
- Ano de entrada ao serviço: 1999[7][13]

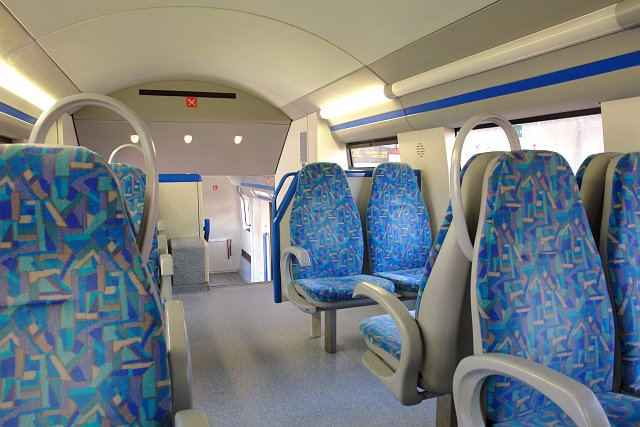
Salão superior

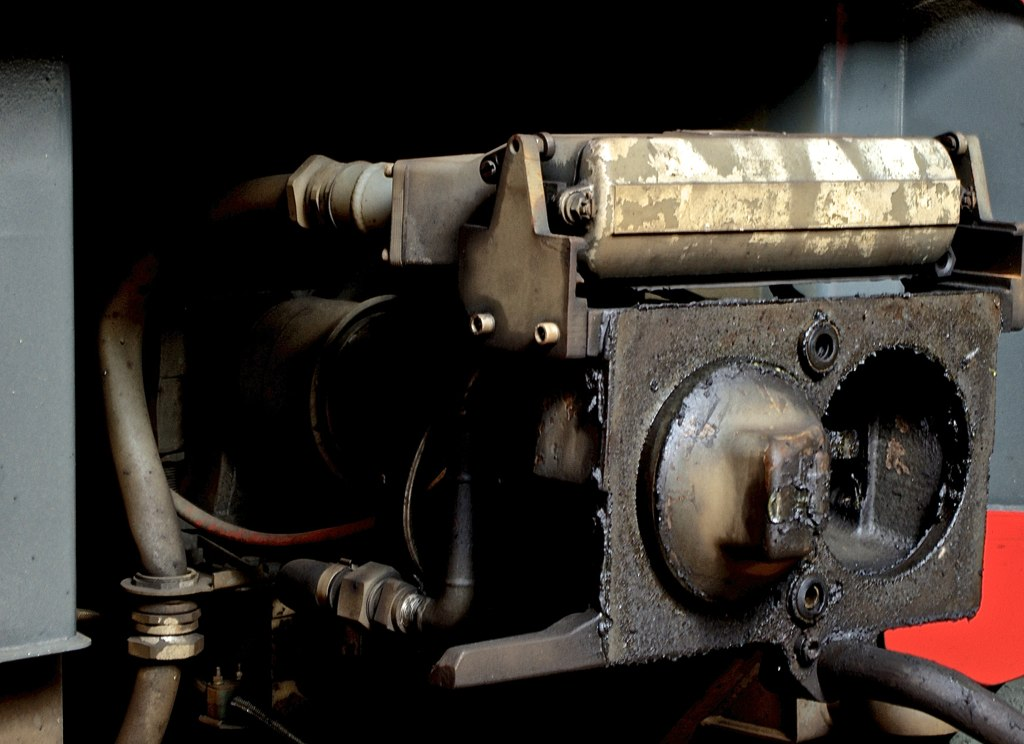
Pormenor do engate, no sistema Scharfenberg.

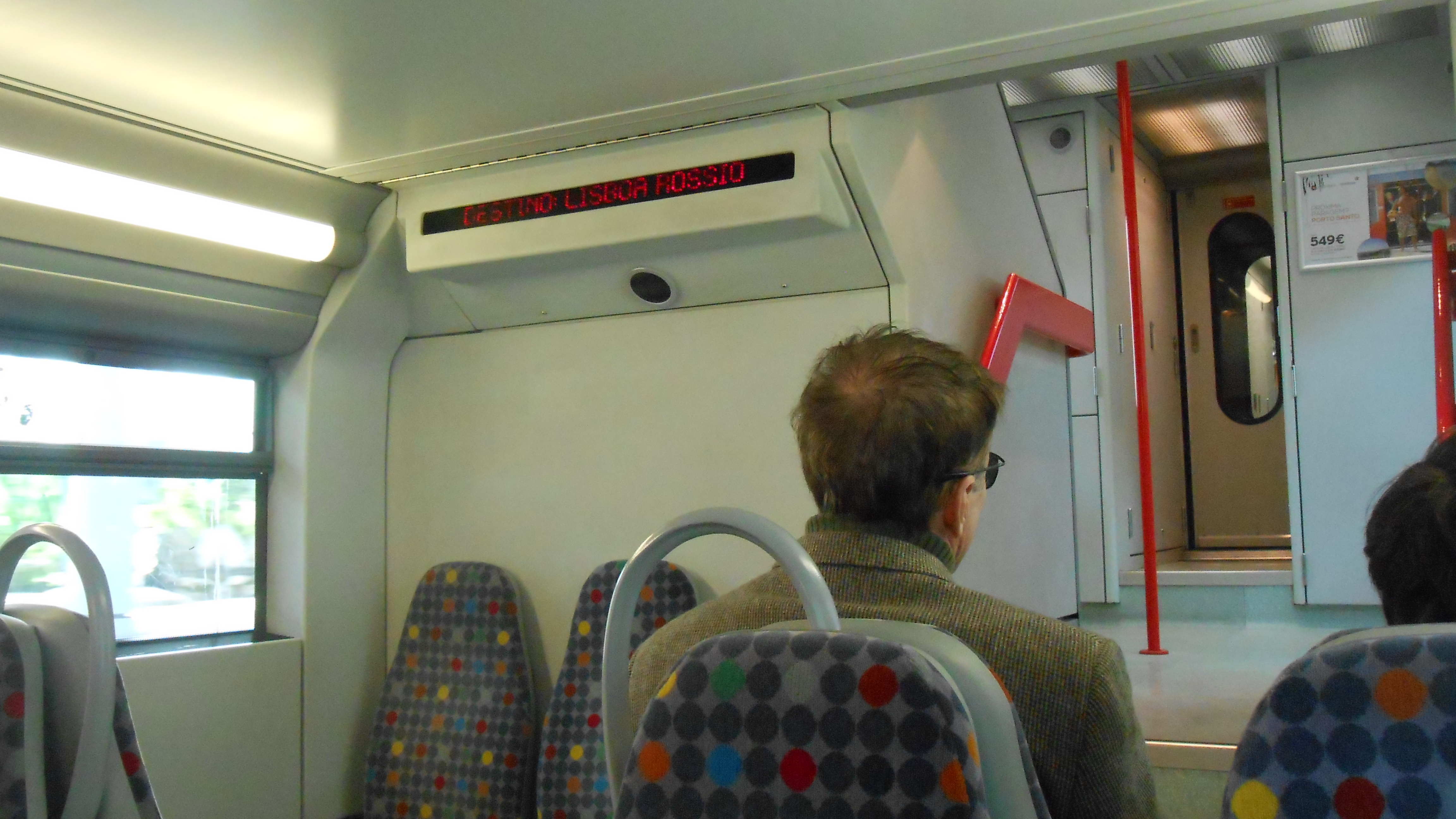
Salão inferior, com o indicador de destino no centro.

- Número de unidades: 12 (947 3519/530, 599 3519/530, 599 3569/3580, 947 3569/580)
- Características de exploração:
  - Bitola: 1668 mm
  - Engate
    - Extremos: Automático Scharfenberg tipo 10

  - Natureza do serviço Suburbano[7]
  - Número de cabinas de condução 2
  - Velocidade máxima 140 km/h[5][7][13]
  - Comando em unidades múltiplas até 2 UQE ou (1 UQE + 1 Unidade Quíntupla Eléctrica)
  - Esforço de Tracção
    - No Arranque (até 41 km/h): 305,6 kN
    - Aceleração (de 0 a 40 km/h): 0,9 m/s2
    - À Velocidade Máxima: 52,97 kN

  - Esforço frenagem dinâmica
    - Máximo nas rodas (freio conjugado, de 95 a 10 km/h): 187,2 kN

  - Freio de Serviço
    - Desaceleração máxima de frenagem: 0,90m/s2

  - Portas de Acesso
    - Fabricante: IFE
    - Número (por lateral) e largura útil: 4 × 1300 mm + 4 × 1800 mm
    - Características: Comando eléctrico com abertura bloqueada, para velocidades superiores a 5 km/h. Fecho automático, 1 minuto após a abertura, com aviso sonoro.

  - Degraus de acesso
    - Motoras: Rebatível, altura 920 mm
    - Reboques: Fixo, altura 1010 mm

  - Portas de intercomunicação
    - Fabricante: Faiveley

  - Lotação
    - Lugares sentados
      - Por Motora: 88
      - Por Reboque: 150
      - Total por UQE: 476 + 2 rebatíveis / motora

    - Lugares em pé
      - Carga normal (3 passageiros/m2): 410 (85 p/motora + 120 p/reboque)
      - Sobrecarga (5 passageiros/m2 corredores + 7 passageiros/m2 vestíbulos): 780 (163 p/motora + 227 p/reboque)

  - Cargas (70 kg/Passageiro)
    - Normal: 62 t
    - Máxima: 81 t
    - Sobrecarga: 88 t
      - Tara em ordem de marcha: 225,2 t

  - Massas
    - Transformador (com óleo): 2.500 kg
    - Motor de tracção: 1.250 kg
    - Bloco do motor: 1.100 kg

  - Baterias
    - Motoras: 332 kg
    - Reboques: 539 kg

  - Conversor auxiliar
    - Motoras: 450 kg
    - Reboques: 1.000 kg

  - Bogies
    - Motores: 11.110 kg
    - Livre: 6 891 kg

  - Aparelho de ar condicionado: 1 050 kg
- Conforto e informação aos passageiros
  - Equipamento de climatização
    - Fabricante: Stone Ibérica
    - Fluido Refrigerante: R-134a

  - Características nas motoras
    - Tipo: RP-44
    - Caudal de ar exterior: 1 780 m3/h ± 10%
    - Caudal de ar de retorno: 3 420 m3/h ± 10%
    - Potência de refrigeração: 44 000 kcal/h
    - Potência de aquecimento: 35 kW

  - Características nos reboques
    - Tipo: RP-35-4
    - Caudal de ar exterior: 2 × 1 375 m3/h ± 10%
    - Caudal de ar de retorno: 2 × 2 350 m3/h ± 10%
    - Potência de refrigeração: 2 × 34 000 kcal/h
    - Potência de aquecimento: 2 × 13,5 kW

  - Características das cabinas
    - Tipo: P4-5C
    - Caudal de ar tratado: 815 m3/h ± 10%
    - Potência de refrigeração: 4 000 kcal/h
    - Potência de aquecimento: 4 kW

  - Instalação sonora
    - Fabricante: Alstom - Agate Link
    - Funcionalidades: Mensagens pré-gravadas e música ambiente

  - Indicação de destino: Alstom - Agate Link
- Características de tracção
  - Motor de tracção
    - Fabricante: Alstom - Efacec
    - Número: 8
    - Tipo: 4 FXA 2858 B
    - Potência em regime contínuo (a 1558 rpm): 511 kW
    - Tensão de alimentação: 1 800 V dc
    - Factor de potência (Cos f): 0,90
    - Velocidade de rotação máxima: 3 357 rpm
    - Frequência: 50 Hz
    - Rendimento: 0,94
    - Isolamento: Classe 200
    - Outras características: Trifásico assíncrono de 4 polos, com rotor em gaiola de esquilo e ventilação forçada a 0,5 m3/s. Relação de transmissão 1:4.

  - Acoplamento: Esco
  - Conversor de tracção
    - Fabricante: Alstom - Efacec
    - Tipo: Onix 1 500
    - Entrada: 940 V - 50Hz
    - Saída: 1 800 V dc

  - Tipo de transmissão: Eléctrica trifásica
  - Disposição dos rodados: Bo′Bo′+2′2′+2′2′+Bo′Bo′
  - Diâmetro das rodas
    - Novas
      - Motora: 920 mm
      - Reboque: 850 mm

    - Limite de gasto
      - Motora: 850 mm
      - Reboque: 780 mm

  - Potência nominal nas rodas: 3.475 kW[7]
- Características dos sistemas de freio, segurança e de alimentação de energia
  - Freio
    - Fabricante: KNORR
    - Distribuidor de freio: KE 2D SL/AVS-5-E
    - Características:
      - Automático: UIC com comando electropneumático
      - Dinâmico: Eléctrico por recuperação
      - Estacionamento: Actuação por mola no cilindro de freio

  - Homem-morto: MORS - R3142794
  - Taquimetria: DEUTA KWR-4
  - Sistema rádio solo-comboio
    - Fabricante: ASCOM/SISTEL
    - Tipo: BG550 CP-N

  - Sistema automático de controlo velocidade
    - Fabricante: ADTRANZ Signal
    - Tipo: EBICAB 700

  - Sistema de anti-patinagem pneumático
    - Fabricante: KNORR

  - Tensão de alimentação: 25 kV 50 Hz[7]
  - Transformador principal
    - Fabricante: Alstom
    - Tipo: ODAF
    - Características:
    - Primário: 25kV - 1 760 kVA
    - Secundário (Tracção): 2 × 940V - 2 × 720 kVA
    - Secundário (Auxiliares): 320 V - 320 kVA
    - Isolantes: Classe A

  - Conversores auxiliares
    -       - Fabricante: Alstom (Acec)

    - Motoras
      - Tipo: ODR970048 G01
      - Entrada: 540 V dc
      - Saída:
        - Tensão-Frequência: 380 V ca - 50Hz
        - Potência: 95 kVA - Cos f = 0,85

    - Reboques
      - Tipo: ODR970044 G 01
      - Entrada (PMCF): 320 V - 50 Hz
      - Entrada (ondulador): 540 V dc
      - Saída:
        - Tensão-frequência (ondulador): 380 V ca - 50 Hz
        - Potência (PMCF): 235 kW
        - Potência (ondulador): 85 kVA - Cos f = 0,85

  - Pantógrafo
    -       - Fabricante: Schunk
      - Tipo: WBL 85/4 25 kV
      - Características:
        - Pressão de alimentação nominal: 7 bar
        - Força de contacto estática: 7 daN
        - Outras: Meia-tesoura com paleta e suspensão independente das escovas

  - Disjuntor principal: de vácuo, com ampola
  - Carregador de baterias
    - Fabricante: Alstom (Acec)
    - Tipo: 1RD970096 G01
    - Entrada: 540 V - 50 Hz
    - Entrada em oficina: 380V - 50 Hz
    - Saída: 9 kW - 83 V dc
    - Limitação de corrente de saída: 110 A

  - Baterias
    - Motoras
      - Tipo: SRX-80-E - Alcalinas (Ni-Cd)
      - Tensão: 72 V dc
      - Capacidade: 80 Ah

    - Reboques
      - Tipo: 8-SCM-118-S - Alcalinas (Ni-Cd)
      - Tensão: 72 V dc
      - Capacidade: 118 Ah
- Outras Características
  - Construtor
  - Projecto: ALSTOM
  - Fabrico: ALSTOM e CAF
  - Areeiros: 4 ejectores de comando manual e automático
  - Lubrificadores de verdugos: 4 ejectores de comando automático
  - Produção de Ar
    - Número de compressores: 2
    - Tipo: Rotativos de parafuso, tipo SL 20-5-36
    - Caudal: 2 × 2 m3/ min
    - Pressão: 10 bar

  - Pintura dos exteriores
    - Verde: RAL 6032
    - Vermelho: RAL 3000
    - Branco: RAL 9016
    - Cinzento: RAL 7043

  - Interiores
    - Painéis e acessórios dos bancos: Cinzento RAL 7001
    - Corrimãos e balaústres: Verde RAL 6032

### Lista de material
| :  | qt. | estado     |
| -- | --- | ---------- |
| ✔︎  | 12  | ao serviço |
| ♦︎  | 18  | cedidas    |
| 30 | 30  | (total)    |

| №         | : | a           | observações |
| --------- | - | ----------- | --- |
| 3501/3551 | ♦︎ | 1999        | Ao serviço da Fertagus.                                                                                              |
| 3502/3552 | ♦︎ | 1999        | Ao serviço da Fertagus.                                                                                              |
| 3503/3553 | ♦︎ | 1999        | Ao serviço da Fertagus.                                                                                              |
| 3504/3554 | ♦︎ | 1999        | Ao serviço da Fertagus.                                                                                              |
| 3505/3555 | ♦︎ | 1999        | Ao serviço da Fertagus.                                                                                              |
| 3506/3556 | ♦︎ | 1999        | Ao serviço da Fertagus.                                                                                              |
| 3507/3557 | ♦︎ | 1999        | Ao serviço da Fertagus.                                                                                              |
| 3508/3558 | ♦︎ | 1999        | Ao serviço da Fertagus.                                                                                              |
| 3509/3559 | ♦︎ | 1999        | Ao serviço da Fertagus.                                                                                              |
| 3510/3560 | ♦︎ | 1999        | Ao serviço da Fertagus.                                                                                              |
| 3511/3561 | ♦︎ | 1999        | Ao serviço da Fertagus.                                                                                              |
| 3512/3562 | ♦︎ | 1999        | Ao serviço da Fertagus.                                                                                              |
| 3513/3563 | ♦︎ | 1999        | Ao serviço da Fertagus.                                                                                              |
| 3514/3564 | ♦︎ | 1999        | Ao serviço da Fertagus.                                                                                              |
| 3515/3565 | ♦︎ | 1999        | Ao serviço da Fertagus.                                                                                              |
| 3516/3566 | ♦︎ | 1999        | Ao serviço da Fertagus.                                                                                              |
| 3517/3567 | ♦︎ | 1999        | Ao serviço da Fertagus.                                                                                              |
| 3518/3568 | ♦︎ | 2024        | Adq. 1999. Ao serviço da Fertagus. Sebastião da Gama                                                                 |
| 3519/3569 | ✔︎ | [ quando? ] | Adq. 1999. Unidade c/ 3.º farol central.                                                                             |
| 3520/3570 | ✔︎ | [ quando? ] | Adq. 1999. Unidade c/ 3.º farol central.                                                                             |
| 3521/3571 | ✔︎ | [ quando? ] | Adq. 1999. Unidade c/ 3.º farol central.                                                                             |
| 3522/3572 | ✔︎ | [ quando? ] | Adq. 1999. Unidade c/ 3.º farol central. Primeira unidade c/ 3.º farol central. Pode circular em múltipla c/ a 3526. |
| 3523/3573 | ✔︎ | [ quando? ] | Adq. 1999. Unidade c/ 3.º farol central.                                                                             |
| 3524/3574 | ✔︎ | 2021        | Encostada em Campolide, 2013-2021. Intervencionada em 2021.                                                          |
| 3525/3575 | ✔︎ | [ quando? ] | Adq. 1999. Unidade c/ 3.º farol central.                                                                             |
| 3526/3576 | ✔︎ | 2021        | Pode circular em múltipla c/ a 3522. Encostada em Campolide, 2013-2021. Intervencionada em 2021.                     |
| 3527/3577 | ✔︎ | [ quando? ] | Adq. 1999. Unidade c/ 3.º farol central.                                                                             |
| 3528/3578 | ✔︎ | [ quando? ] | Adq. 1999. Unidade c/ 3.º farol central.                                                                             |
| 3529/3579 | ✔︎ | [ quando? ] | Adq. 1999. Unidade c/ 3.º farol central.                                                                             |
| 3530/3580 | ✔︎ | [ quando? ] | Adq. 2000. Unidade c/ 3.º farol central.                                                                             |